# دونيلون
دونيلون (بالإنجليزية: Dunnellon)‏ هي مدينة أمريكية تقع في ولاية فلوريدا. تبلغ مساحة هذه المدينة 19.3 (كم²)،ويبلغ عدد سكانها 1898 نسمة حسب إحصاء سنة 2010 م 1898.تشير إحصاءات سنة 2000م بأن الكثافة السكانية في هذه المدينة تقدر بـ(98.3) نسمة/كم2 

## أعلام
- باول سوندرز
- إيرني ميلز
- ماكس لانيير
- مايك باين
- تيرينس بروكس